# تپه نامیوند علیا ۱
تپه نامیوند علیا ۱ مربوط به دوره ساسانیان است و در شهرستان کرمانشاه، بخش ماهیدشت، دهستان چغانرگس، شرق روستای نامیوند علیا واقع شده و این اثر در تاریخ ۲۷ اسفند ۱۳۸۶ با شمارهٔ ثبت ۲۲۴۷۷ به‌عنوان یکی از آثار ملی ایران به ثبت رسیده است.